# Globalism
Globalism är en ideologi som förespråkar globalisering, det vill säga handel, kunskap och människor inte ska behöva begränsas av de nationella landgränserna. I allmänt språkbruk har globalisering kommit att i första hand syfta på den ekonomiska integrationen mellan olika nationella ekonomier. I bredare mening används globalism som en samlande benämning på idéströmningar som betonar vikten och behovet av olika system med omfattning utöver det nationella. 
Cambridge Dictionary definierar globalism som ”idén att händelser i ett land inte kan skiljas från dem i ett annat land, och att ekonomisk och utrikespolitik bör planeras på ett internationellt sätt.”
Termen globalist är en person som tror på meritokrati, universella värden och att människan är fri att skapa sig själv och sin egen kulturella tillhörighet. Den är därigenom starkt besläktad med liberalismen och nyliberalismen. Termen globalist är vanligtvis inget som används av dess entusiaster, utan är starkt förknippat med dess meningsmotståndare.
Globalism har likheter med internationalism, kosmopolitism och Tredje internationalen.